# Gerald Eisenblätter
Gerald Eisenblätter (* 26. November 1981 in Wolfen) ist ein deutscher Politiker (SPD). Er ist seit 2024 Abgeordneter des Sächsischen Landtags.

## Leben und Politik
Eisenblätter wuchs als Arbeiterkind auf dem nordsächsischen Land auf. Er besuchte Schulen in Krostitz, Rackwitz und Delitzsch; ein Auslandsjahr absolvierte Eisenblätter in Iola (Kansas). Nach dem Abitur 2001 studierte er an der Universität Leipzig Chemie (Bachelor of Science, 2002 bis 2005) sowie Mineralogie und Materialwissenschaft (Master of Science, 2007 bis 2010). Seine Forschung beschäftigte sich unter anderem mit der zerstörungsfreien Analytik von historischen Münzen und kulturhistorischen Objekten. Zwischen 2009 und 2016 arbeitete Eisenblätter zunächst (neben einem begonnenen Promotionsstudium) als wissenschaftlicher Mitarbeiter, später als Büroleiter im Bürgerbüro des Landtagsabgeordneten Holger Mann. Anschließend war Eisenblätter bis zu seiner eigenen Wahl in den Landtag 2024 als Referent für Bildung bei der sächsischen SPD-Landtagsfraktion angestellt. Er lebt in Connewitz und hat zwei Kinder.
Eisenblätter engagierte sich bereits während seines Studiums politisch, 2006 bis 2007 amtierte er als hauptamtlicher Sprecher des Studierendenrats. Er ist Vorsitzender der Arbeitsgemeinschaft für Bildung in der SPD Sachsen, Beisitzer im SPD-Landesvorstand, Mitglied der Programmkommission und Co-Vorsitzender des SPD-Ortsvereins Leipzig-Süd. Bei der Landtagswahl in Sachsen 2024 trat Eisenblätter als Direktkandidat im Wahlkreis Leipzig 4 an und erreichte mit 7,2 Prozent der Erststimmen lediglich den fünften Platz hinter Juliane Nagel (Linke), Jessica Steiner (CDU), Alexander Wiesner (AfD), Matthias Jung (BSW) und Gesine Märtens (Grüne). Er zog allerdings über die Landesliste (Listenplatz 10) in den Sächsischen Landtag ein.